# 蕭合卓
蕭合卓（10世纪—1025年），遼朝（契丹）政治人物，字合魯隐，契丹突呂不部出身。
蕭合卓开始为突呂不部之吏。統和初年，任南院侍郎。統和十八年（1000年），北院枢密使韩德让推薦他为中丞。統和二十八年（1010年）二月，奉皇太后萧绰之命出使北宋。回国后，为北院枢密副使。開泰三年（1014年），任左夷離畢。萧合卓常在辽圣宗側近，明习典故，善于占对。開泰五年（1016年）四月，担任北院枢密使。開泰六年（1017年），萧合卓为都統，王繼忠为副都統，蕭屈烈为都监攻打高麗國興化軍，没有获勝。回国后，求任用的人在門前排队，萧合卓生活与之前没有不同。聖宗知道他清廉，把皇族之女嫁给萧合卓之子为妻。太平五年（1025年），萧合卓卧病在床。聖宗想要探望他，萧合卓以皇帝見而伤心固辞。十二月，北府宰相蕭朴探病，萧合卓抓住他的手说：「吾死，君必为枢密使。慎重不要推举超过自己的人」。萧朴出来后很鄙视他。当日萧合卓去世。其子蕭烏古为突呂不部節度使。

## 延伸阅读
[在维基数据编辑]
 《遼史/卷81》，出自脱脱《遼史》